# Motortorpedobootdienst
De motortorpedobootdienst was een onderdeel van de Nederlandse marine dat maar kortstondig heeft bestaan. De motortorpedobootdienst werd op 15 januari 1944 opgericht en op 5 september van datzelfde jaar weer opgeheven. In het begin bestond de dienst uit alleen de 9de MTB-flottielje, later werd daarbij de 2de MTB-flottielje gevoegd. Gedurende zijn korte bestaan stond de motortorpedobootdienst onder bevel van Luitenant-ter-zee Hans Larive.

## Het ontstaan van de motortorpedobootdienst
De aanschaf van de vier motortorpedoboten Arend, Valk, Sperwer en Buizerd vormde het begin voor de later op te zetten motortorpedobootdienst. De vier schepen werden aangeschaft voor 100.000 gulden, die beschikbaar waren gesteld uit het Prins Bernhardfonds. De vier schepen werden ingedeeld bij de Britse 9de MTB-flottielje. Begin augustus 1943 bestond de behoefte om het aantal motortorpedoboten uit te breiden. De Britse schepen van de 9e MTB-flottielje werden overgenomen, waardoor de 9de MTB-flottielje volledig Nederlands werd.
De 2de flottielje vindt zijn oorsprong in de Britse 9de MGB-flottielje. Een van de schepen van de 9de MGB-flottielje was Hr. Ms. MGB 114 (MTB 433), die was aangeschaft ter vervanging van Hr. Ms. TM 51. In de herfst van 1943 werden de schepen van die flottielje omgebouwd tot motortorpedoboten, omdat er al een 9de MTB-flottielje was werd de flottielje hernoemd tot 2de MTB-flottielje. Door de Nederlandse marine werd besloten dat de overige vier schepen, drie door Britten bemand en een door Polen, van de flottielje door Nederlanders zou worden bemand en dus volledig Nederlands zou worden. Die 2de MTB-flottielje kwam onder commando te staan van luitenant ter zee De Looze. De ombouw van de schepen tot motortorpedoboten heeft echter nooit plaatsgevonden.

## Samenstelling

### 9de MTB-flottielje
De 9de flottielje bestond uit tien motortorpedoboten.
- Hr.Ms. Arend (MTB 203) (1942-1944)
- Hr.Ms. Valk (MTB 204) (1942-1944)
- Hr.Ms. Sperwer (MTB 235) (1942-1944)
- Hr.Ms. Buizerd (MTB 240) (1943-1944)
- Hr.Ms. Kemphaan (MTB 202) (1943-1945)
- Hr.Ms. Gier (MTB 229) (1943-1944)
- Hr.Ms. Stormvogel (MTB 231) (1943-1944)
- Hr.Ms. Havik (MTB 236) (1943-1944)

### 2de MTB-flottielje
De 2de flottielje bestond uit vijf motorkanonneerboten. De schepen van de 2de flottielje kregen geen dierennamen zoals de schepen van de 9de flottielje. Dit komt waarschijnlijk omdat voor de schepen uit de 9de flottielje, net als alle Engelse MTB's, alleen de MTB-mummers werden gebruikt.
- Hr. Ms. MTB 418 (MTB 418) (1944-1945)
- Hr. Ms. MTB 432 (MTB 432) (1944-1945)
- Hr. Ms. MTB 433 (MTB 433) (1944-1955)
- Hr. Ms. MTB 436 (MTB 436) (1944-1945)
- Hr. Ms. MTB 437 (MTB 437) (1944-1945)

Omdat de 2de MTB-flottieltje ook volledig on Nederlands bevel kwam werd besloten de motortorpedobootdienst op te richten.1

## Het einde van de motortorpedobootdienst
De motortorpedodienst werd op 5 september 1944 opgeheven. Dit was het gevolg van een verzoek dat op 3 september binnenkwam om 180 man af te staan voor het vormen van havendetachementen in Nederland.